# Achille d'Artois
Pour les articles homonymes, voir Artois (homonymie).
Louis Charles Achille Dartois de Bournonville dit Achille d'Artois, né à Beaurains-lès-Noyon le 17 mars 1791 et mort à Versailles le 2 décembre 1868, est un écrivain, librettiste et dramaturge français.
Il est le frère des dramaturges Armand d'Artois et Théodore d'Artois.

## Biographie
Librettiste très prolifique, ses pièces furent jouées sur les plus grands théâtres parisiens (Théâtre des Variétés, Théâtre du Vaudeville, Théâtre de la Gaîté, Opéra-Comique, Odéon, Théâtre de la Renaissance…).
Il épouse en 1831 Marie Léonie Besselièvre, fille du peintre Claude-Jean Besselièvre.

## Œuvres
- Les maris ont tort, comédie vaudeville en 1 acte, 1813.
- Pauché ou la curiosité des femmes, comédie anachréontique, en 1 acte, mêlée de vaudevilles, avec Théaulon, 1814.
- Le Roi et la Ligue, opéra-comique en 2 actes, avec Théaulon, 1815.
- Turenne, ou Un trait de modestie, avec F. de Bury, 1815.
- Les visites, tableau vaudeville en 1 acte, avec Armand d'Artois et Théaulon, 1815.
- La Rosière de Hartwell, comédie-vaudeville en un acte, avec Armand d'Artois, 1816 (éditeur Huet-Masson).
- Les Perroquets de la mère Philippe, avec Armand d'Artois et Emmanuel Théaulon, 1818.
- La Saint-Henri, divertissement, avec Théodore Anne, 1825.
- Le Pâte d'anguille, ou le quiproquo, vaudeville en 1 acte, imité de La Fontaine, 1828.
- Les Troqueurs, 1819.
- Angéline ou la champenoise, comédie-vaudeville imitée de l'allemand, avec Emmanuel Théaulon, 1819.
- L'Invisible, ou la Curiosité d'une veuve, comédie-vaudeville en 1 acte, avec Fulgence de Bury, 1820.
- Le Traité de paix, comédie-vaudeville en 1 acte, avec Brisset, 1821.
- Le Coq de village, avec Charles-Simon Favart, 1822.
- Les Frères rivaux, ou la Prise de tabac, comédie-vaudeville en 1 acte, 1822.
- Guillaume, Gautier et Garguille, ou Le Cœur et la pensée, comédie grivoise en 1 acte, mêlée de couplets, avec Gabriel de Lurieu, 1822.
- Le père et le tuteur, comédie en 5 actes, 1822.
- La Pauvre Fille, vaudeville en 1 acte, avec Armand d'Artois (1788-1867) et Michel Dieulafoy, 1823.
- Le polichinelle sans le savoir, comédie-parade mêlée d'ariettes, avec Armand-François Jouslin de La Salle, 1823.
- Les Amours de village, vaudeville en 1 acte, 1823.
- La Dame des Belles Cousines, vaudeville en 1 acte, 1823.
- Le Duc d'Aquitaine ou Le Retour, avec Emmanuel Théaulon et Félix Blangini, 1823.
- Les Femmes volantes, vaudeville-féerie en 2 actes, avec E. Théaulon, 1824.
- Alfred, ou la Bonne Tête !, vaudeville en 1 acte, avec Théodore Anne, 1824.
- La Curieuse, comédie-vaudeville en 2 actes, 1824.
- Les Deux officiers, vaudeville en 1 acte, avec Théodore Anne, 1824.
- Le Mariage de convenance, comédie-vaudeville en 2 actes, avec Théaulon, 1824.
- L'Officier et le paysan, opéra comique en 1 acte et en prose, avec Charles-Frédéric Kreubé, 1824.
- Le Retour à la ferme, comédie-vaudeville en 1 acte, avec Mathurin-Joseph Brisset, 1824.
- La Sorcière des Vosges, vaudeville en 2 actes, 1824.
- Belphégor, ou le Bonnet du diable, vaudeville-féerie en 1 acte, avec Henri de Saint-Georges et Jules Vernet, 1825.
- Le Champenois, ou les Mystifications, comédie-vaudeville en 1 acte, 1825.
- Les Châtelaines, ou les Nouvelles Amazones, vaudeville en 1 acte, avec Théodore Anne, 1825.
- L'Exilé, vaudeville en 2 actes, avec Théodore Anne et Henri de Tully, d'après Walter Scott, 1825.
- La Grand'Maman, ou le Lendemain de noces, comédie-vaudeville en 1 acte, 1825.
- Le Bon Père, comédie en 1 acte, avec Ferdinand Laloue, 1827.
- Le Caleb de Walter Scott, comédie en un acte, avec Eugène de Planard, d'après La Fiancée de Lammermoor, roman de Scott, 1827.
- Les Forgerons, comédie-vaudeville en 2 actes, 1827.
- Le Futur de la grand'maman, avec Monnais, 1827.
- L'Homme de Paille, comédie en 1 acte, mêlée de vaudevilles, 1827.
- Le Jeu de cache-cache, ou la Fiancée, comédie en 2 actes, 1827.
- Les Jolis soldats, avec Théaulon, 1827.
- Le Mariage à la hussarde, ou une nuit de printemps, comédie en 1 acte, avec Emmanuel Théaulon, 1827.
- Le Matin et le soir, ou la Fiancée et la mariée, comédie en 2 actes, avec Eugène de Lamerlière et Emmanuel Théaulon, 1828.
- Le Château de Monsieur le Baron, comédie-vaudeville en 2 actes, avec Adolphe de Leuven, 1828.
- Le Brutal, épisode de Henri III en 2 tableaux, 1829.
- Les Suites d'un mariage de raison, drame en 1 acte, avec Léon-Lévy Brunswick et Victor Lhérie, 1829.
- La veille et le lendemain ou Il faut bien aimer son mari, comédie-vaudeville en 2 actes, avec Armand d'Artois, 1829.
- La Czarine, avec Michel Masson, 1830.
- L'espionne, avec Dupeuty, 1830.
- La Lingère du Marais, ou la Nouvelle Manon Lescaut, vaudeville en 3 actes, avec Henri Dupin, 1830.
- M. Cagnard ou les Conspirateurs, folie du jour en un acte, avec Nicolas Brazier et Théophile Marion Dumersan, 1831.
- L'Ange gardien, ou Sœur Marie, comédie en 2 actes, avec Henri Dupin, 1831.
- Batardi, ou Le désagrément de n'avoir ni mère, ni père, avec Dupin, 1831.
- Le Boa, ou le Bossu à la mode, comédie-vaudeville en 1 acte, avec Francis Cornu, 1831.
- La prima donna ou La sœur de lait, 1832.
- Le Fils du Savetier, ou les Amours de Télémaque, vaudeville en un acte, avec Jules Chabot de Bouin, 1832.
- L'aiguillette bleue, vaudeville historique en trois actes, avec Ernest Jaime et Michel Masson, 1834.
- La Chambre de Rossini, canevas à l'italienne, mêlé de vaudevilles et de musique nouvelle, avec Jean-Toussaint Merle et Antoine Jean-Baptiste Simonnin, 1834.
- La jolie voyageuse ou Les deux Giroux, avec René de Chazet et Joseph-Bernard Rosier, 1834.
- Jean Jean don Juan, parodie en cinq pièces, avec Michel-Nicolas Balisson de Rougemont et Charles Dupeuty, 1835.
- Un mois de fidélité, avec Charles-François-Jean-Baptiste Moreau de Commagny, 1835.
- Le Comédien de salon, avec Edmond Rochefort, 1836.
- Le Jeune père, avec Henri de Saint-Georges, 1836.
- Scipion, ou le Beau-père, comédie-vaudeville en 3 actes, avec E. Rochefort, 1836.
- Trois cœurs de femmes, vaudeville en 3 actes, avec Adolphe d'Ennery et Edmond Burat de Gurgy, 1836.
- Un frère de quinze ans, comédie-vaudeville en 1 acte, avec Alexis Decomberousse, 1838.
- Valentine, comédie-vaudeville en 2 actes, avec Armand d'Artois, 1839.
- Vingt-six ans, comédie en 2 actes, avec Armand d'Artois, 1839.
- Un jeune caissier, drame en 3 actes, avec Théaulon, 1840.
- Lucrèce Borgia, opéra en 3 actes, avec Henri de Saint-Georges, 1840.
- Une Idée de médecin, comédie en 1 acte mêlée de couplets, avec Armand d'Artois, 1844.
- La Gardeuse de dindons, comédie-vaudeville en 3 actes, avec Edmond de Biéville et Emmanuel Théaulon, 1845.
- Un domestique pour tout faire, comédie-vaudeville en 1 acte, 1846.
- La Fille obéissante, comédie-vaudeville en 1 acte, 1847.
- Un Monsieur qui veut exister, vaudeville en 1 acte, avec Armand d'Artois, 1849.
- Un Dieu du jour, comédie-vaudeville en 2 actes, avec Roger de Beauvoir, 1850.
- Un bon ouvrier, comédie-vaudeville, avec Joseph-Bernard Rosier, 1852.
- Jusqu'à minuit, comédie-vaudeville en 1 acte, 1852.
- Le Château de Coetaven, comédie mêlée de chant en 1 acte, avec Galoppe d'Onquaire, 1852.
- Reculer pour mieux sauter, proverbe-vaudeville en 1 acte, avec Armand d'Artois, 1854